# 滕佳材
滕佳材（1964年12月—），辽宁东港人。男，汉族。1986年7月参加工作，1985年11月加入中国共产党。现任福建省政协党组书记、主席。

## 生平
1964年12月，滕佳材出生在辽宁省安东县（今东港市）。
曾任国家工商行政管理总局消费者权益保护司副司长、消费者权益保护局局长、总局办公厅主任。2010年11月，任长春市副市长。2012年7月，任国家工商行政管理总局副局长。2013年4月，任国家食品药品监督管理总局副局长。
2017年5月，任中共青海省委常委、省纪委书记。2018年2月24日，当选为第十三届全国人大代表。
2021年12月，任中央纪委国家监委驻国家卫生健康委员会纪检监察组组长。
2023年1月13日，当选福建省政协主席。